# Luxemburg az Eurovíziós Dalfesztiválokon
Luxemburg eddig harminckilenc alkalommal vett részt az Eurovíziós Dalfesztiválon.
A luxemburgi műsorsugárzó az RTL, amely 1950-ben alapító tagja volt az Európai Műsorsugárzók Uniójának, és az első, 1956-os versenyen debütált.
Luxemburg eddig öt alkalommal, 1961-ben, 1965-ben, 1972-ben, 1973-ban és 1983-ban aratott győzelmet.

## Története

### Évről évre
Luxemburg egyike annak a hét országnak, melyek részt vettek a legelső, 1956-os Eurovíziós Dalfesztiválon.
Debütálásuk után mindössze egyszer, az 1959-es Eurovíziós Dalfesztiválon nem vettek részt. Az 1993-ban bevezetett kieséses rendszer értelmében nem vehettek volna részt 1994-ben, és a luxemburgi tévé ezután úgy döntött, hogy visszalép a versenytől.

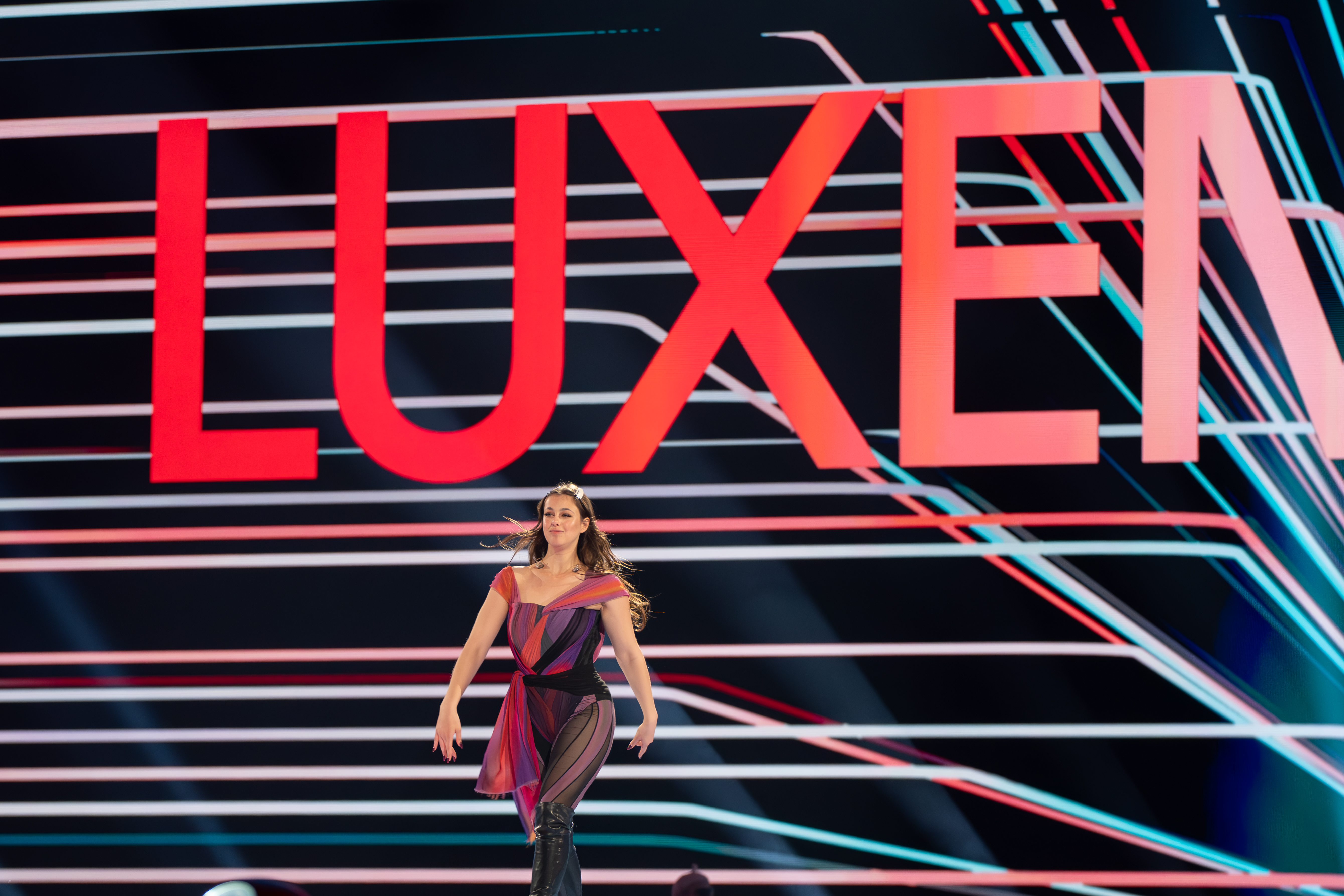
Tali, az ország 2024-es képviselője a döntő bevonulásán

2004-ben, az elődöntők bevezetésekor előzetesen jelezték indulási szándékukat, de végül pénzügyi okok miatt a visszalépés mellett döntöttek. 2023. május 12-én bejelentették, hogy harmincegy év után 2024-ben visszatérnek. Ekkor tizenharmadik helyezettek lettek, majd a következő évben huszonkettedikek.
Luxemburg Ukrajnával közösen az egyetlen ország, amely eddig mindig továbbjutott az elődöntőkből.
Kis ország lévén, négy kivételtől eltekintve – Camillo Felgen, Sophie Carle, Franck Olivier és Marion Welter – csak külföldiek képviselték a nagyhercegségét, főleg franciák. Az öt győztes előadó közül négy francia volt, egy pedig görög.

### Nyelvhasználat
A dalverseny első éveiben nem vonatkozott semmilyen szabályozás a nyelvhasználatra. 1966-tól az EBU bevezette azt a szabályt, hogy mindegyik dalt az adott ország egyik hivatalos nyelvén kell előadni, vagyis Luxemburg indulóinak francia, luxemburgi, vagy német nyelven. Ezt a szabályt 1973 és 1976 között rövid időre eltörölték, de a luxemburgi tévé ekkor is francia nyelvű dalokkal nevezett.
Luxemburg eddigi harminckilenc dalából kettő luxemburgi nyelvű, harminchat francia nyelvű, egy pedig francia és luxemburgi kevert nyelvű volt. Bár a német nyelv is az ország hivatalos nyelve, azt egyszer sem használták.
Mindössze kétszer fordult elő, hogy a luxemburgi induló luxemburgi nyelven énekelt: 1960-ban és 1992-ben. 1993-as daluk francia és luxemburgi kevert nyelvű volt, a többi indulójuk francia nyelven énekelt.

### Nemzeti döntő
Luxemburgban nem alakult ki hagyományos, minden évben megrendezett nemzeti válogató. A luxemburgi induló kilétét általában belső kiválasztással döntötték el, és mindössze ötször rendeztek nemzeti válogatót.
1956-ban egy szabály kötelezte a résztvevőket arra, hogy nemzeti döntő keretében válasszák ki indulójukat, de a luxemburgi selejtezőről nem áll rendelkezésre információ. Legközelebb 1976-ban, majd 1978-ban tartottak nemzeti válogatót, öt résztvevővel.
1989-ben a Park Café együttes énekelt három dalt, melyek közül a nézők telefonos szavazással választották ki a kedvencüket. Az eddigi utolsó luxemburgi nemzeti döntőre 1992-ben került sor. Marion Welter két dalt énekelt, melyek közül a nézők választottak.
A 2024-es visszatérésre új nemzeti döntőt hozott létre az RTL, Luxembourg Song Contest néven. Az előadók maguk jelentkezhettek, akik meghallgatásokon vettek részt. Több, mint 100 résztvevőből végül 8 előadót választottak ki. A meghallgatás utolsó fordulójában nemzetközi zsűri értékelte az előadókat.

## Résztvevők
| Év   | Előadó                                                                      | Dal                             | Magyar fordítás                      | Döntő      | Pontszám   | Elődöntő          | Pontszám          |
| ---- | --------------------------------------------------------------------------- | ------------------------------- | ------------------------------------ | ---------- | ---------- | ----------------- | ----------------- |
| 1956 | Michèle Arnaud                                                              | Ne crois pas                    | Ne hidd                              | Nincs adat | Nincs adat | Nem volt elődöntő | Nem volt elődöntő |
| 1956 | Michèle Arnaud                                                              | Les amants de minuit            | Az éjfél szerelmesei                 | Nincs adat | Nincs adat | Nem volt elődöntő | Nem volt elődöntő |
| 1957 | Danièle Dupré                                                               | Amours mortes (tant de peine)   | Halott szerelmek (Oly sok fájdalom)  | 4.         | 8          | Nem volt elődöntő | Nem volt elődöntő |
| 1958 | Solange Berry                                                               | Un grand amour                  | Egy nagy szerelem                    | 9.         | 1          | Nem volt elődöntő | Nem volt elődöntő |
|      |                                                                             |                                 |                                      |            |            | Nem volt elődöntő | Nem volt elődöntő |
| 1960 | Camillo Felgen                                                              | So laang we's du do bast        | Ameddig itt vagy                     | 13.        | 1          | Nem volt elődöntő | Nem volt elődöntő |
| 1961 | Jean-Claude Pascal                                                          | Nous les amoureux               | Mi, a szerelmesek                    | 1.         | 31         | Nem volt elődöntő | Nem volt elődöntő |
| 1962 | Camillo Felgen                                                              | Petit bonhomme                  | Kissrác                              | 3.         | 11         | Nem volt elődöntő | Nem volt elődöntő |
| 1963 | Nána Múszhuri                                                               | À force de prier                | Az imádság erejével                  | 8.         | 13         | Nem volt elődöntő | Nem volt elődöntő |
| 1964 | Hugues Aufray                                                               | Dès que le printemps revient    | Amikor visszatér a tavasz            | 4.         | 14         | Nem volt elődöntő | Nem volt elődöntő |
| 1965 | France Gall                                                                 | Poupée de cire, poupée de son   | Viaszbaba, rongybaba                 | 1.         | 32         | Nem volt elődöntő | Nem volt elődöntő |
| 1966 | Michèle Torr                                                                | Ce soir je t'attendais          | Ma este vártalak                     | 10.        | 7          | Nem volt elődöntő | Nem volt elődöntő |
| 1967 | Vicky Leandros                                                              | L’amour est bleu                | Kék a szerelem                       | 4.         | 17         | Nem volt elődöntő | Nem volt elődöntő |
| 1968 | Chris Baldo és Sophie Garel                                                 | Nous vivrons d'amour            | A szerelem fog éltetni minket        | 11.        | 5          | Nem volt elődöntő | Nem volt elődöntő |
| 1969 | Romuald                                                                     | Catherine                       | Katarina                             | 11.        | 7          | Nem volt elődöntő | Nem volt elődöntő |
| 1970 | David Alexandre Winter                                                      | Je suis tombé du ciel           | Az égből estem ide le                | 12.        | 0          | Nem volt elődöntő | Nem volt elődöntő |
| 1971 | Monique Melsen                                                              | Pomme, pomme, pomme             | Alma, alma, alma                     | 13.        | 70         | Nem volt elődöntő | Nem volt elődöntő |
| 1972 | Vicky Leandros                                                              | Après toi                       | Utánad                               | 1.         | 128        | Nem volt elődöntő | Nem volt elődöntő |
| 1973 | Anne-Marie David                                                            | Tu te reconnaîtras              | Ráismersz magadra                    | 1.         | 129        | Nem volt elődöntő | Nem volt elődöntő |
| 1974 | Ireen Sheer                                                                 | Bye Bye I Love You              | Viszlát, szeretlek                   | 4.         | 14         | Nem volt elődöntő | Nem volt elődöntő |
| 1975 | Géraldine                                                                   | Toi                             | Te                                   | 5.         | 84         | Nem volt elődöntő | Nem volt elődöntő |
| 1976 | Jürgen Marcus                                                               | Chansons pour ceux qui s'aiment | Dalok azoknak, akik szeretik egymást | 14.        | 17         | Nem volt elődöntő | Nem volt elődöntő |
| 1977 | Anne-Marie B                                                                | Frère Jacques                   | János bátyám                         | 16.        | 17         | Nem volt elődöntő | Nem volt elődöntő |
| 1978 | Baccara                                                                     | Parlez-vous français?           | Ön beszél franciául?                 | 7.         | 73         | Nem volt elődöntő | Nem volt elődöntő |
| 1979 | Jeane Manson                                                                | J'ai déjà vu ça dans tes yeux   | Már láttam azt a szemeidben          | 13.        | 44         | Nem volt elődöntő | Nem volt elődöntő |
| 1980 | Sophie és Magaly                                                            | Papa Pingouin                   | Pingvin papa                         | 9.         | 56         | Nem volt elődöntő | Nem volt elődöntő |
| 1981 | Jean-Claude Pascal                                                          | C'est peut-être pas l'Amérique  | Ez talán nem Amerika                 | 11.        | 41         | Nem volt elődöntő | Nem volt elődöntő |
| 1982 | Svetlana                                                                    | Cours après le temps            | Rohanás az idő után                  | 6.         | 78         | Nem volt elődöntő | Nem volt elődöntő |
| 1983 | Corinne Hermès                                                              | Si la vie est cadeau            | Ha az élet ajándék                   | 1.         | 142        | Nem volt elődöntő | Nem volt elődöntő |
| 1984 | Sophie Carle                                                                | 100% d'amour                    | 100% szerelem                        | 10.        | 39         | Nem volt elődöntő | Nem volt elődöntő |
| 1985 | Margo, Franck Olivier, Diane Solomon, Ireen Sheer, Chris és Malcolm Roberts | Children, Kinder, Enfants       | Gyerekek, gyerekek, gyerekek         | 13.        | 37         | Nem volt elődöntő | Nem volt elődöntő |
| 1986 | Sherisse Laurence                                                           | L'amour de ma vie               | Életem szerelme                      | 3.         | 117        | Nem volt elődöntő | Nem volt elődöntő |
| 1987 | Plastic Bertrand                                                            | Amour, Amour                    | Szerelem, szerelem                   | 21.        | 4          | Nem volt elődöntő | Nem volt elődöntő |
| 1988 | Lara Fabian                                                                 | Croire                          | Hinni                                | 4.         | 90         | Nem volt elődöntő | Nem volt elődöntő |
| 1989 | Park Café                                                                   | Monsieur                        | Uram                                 | 20.        | 8          | Nem volt elődöntő | Nem volt elődöntő |
| 1990 | Céline Carzo                                                                | Quand je te rêve                | Amikor rólad álmodom                 | 13.        | 38         | Nem volt elődöntő | Nem volt elődöntő |
| 1991 | Sarah Bray                                                                  | Un baiser volé                  | Egy lopott csók                      | 14.        | 29         | Nem volt elődöntő | Nem volt elődöntő |
| 1992 | Marion Welter & Kontinent                                                   | Sou fräi                        | Szabadon                             | 21.        | 10         | Nem volt elődöntő | Nem volt elődöntő |
| 1993 | Modern Times                                                                | Donne-moi une chance            | Adj nekem egy esélyt                 | 20.        | 11         | Nem volt elődöntő | Nem volt elődöntő |
|      |                                                                             |                                 |                                      |            |            |                   |                   |
| 2024 | Tali                                                                        | Fighter                         | Harcos                               | 13.        | 103        | 5.                | 117               |
| 2025 | Laura Thorn                                                                 | La poupée monte le son          | A baba feltekeri a hangerőt          | 22.        | 47         | 7.                | 62                |
| 2026 |                                                                             |                                 |                                      |            |            |                   |                   |

## Szavazástörténet

### 1975–2025
| Hely | Ország       | Pont |
| ---- | ------------ | ---- |
| 1.   | Litvánia     | 18   |
| 2.   | Portugália   | 12   |
| 3.   | Izrael       | 12   |
| 4.   | Görögország  | 10   |
| 5.   | Ukrajna      | 8    |
| 6.   | Finnország   | 8    |
| 7.   | Írország     | 8    |
| 8.   | Lettország   | 7    |
| 9.   | Horvátország | 7    |
| 10.  | Csehország   | 7    |

| Hely | Ország        | Pont |
| ---- | ------------- | ---- |
| 1.   | Portugália    | 11   |
| 2.   | Franciaország | 10   |
| 2.   | Portugália    | 10   |
| 2.   | Izrael        | 10   |
| 5.   | Németország   | 10   |
| 5.   | Finnország    | 10   |
| 7.   | Azerbajdzsán  | 8    |
| 7.   | Ciprus        | 8    |
| 9.   | Litvánia      | 8    |
| 10.  | Írország      | 8    |

Luxemburg még sosem adott pontot az elődöntőben a következő országoknak: Azerbajdzsán, Izland, Moldova, Grúzia, Lengyelország, Moldova, Montenegró és Örményország
Luxemburg még sosem kapott pontot az elődöntőben a következő országoktól: Csehország, Grúzia, Málta és Örményország
| Hely | Ország             | Pont |
| ---- | ------------------ | ---- |
| 1.   | Egyesült Királyság | 180  |
| 2.   | Franciaország      | 157  |
| 3.   | Svájc              | 128  |
| 4.   | Írország           | 116  |
| 5.   | Izrael             | 109  |
| 6.   | Németország        | 96   |
| 7.   | Spanyolország      | 91   |
| 8.   | Hollandia          | 89   |
| 9.   | Portugália         | 87   |
| 10.  | Olaszország        | 85   |

| Hely | Ország             | Pont |
| ---- | ------------------ | ---- |
| 1.   | Írország           | 103  |
| 2.   | Franciaország      | 100  |
| 3.   | Portugália         | 97   |
| 4.   | Egyesült Királyság | 95   |
| 5.   | Finnország         | 87   |
| 6.   | Hollandia          | 87   |
| 7.   | Németország        | 83   |
| 8.   | Svédország         | 83   |
| 9.   | Olaszország        | 79   |
| 10.  | Belgium            | 77   |

Luxemburg még sosem adott pontot a döntőben a következő országoknak: Bosznia-Hercegovina, Grúzia, Marokkó, San Marino, és Szlovénia
Luxemburg még sosem kapott pontot a döntőben a következő országoktól: Bosznia-Hercegovina, Csehország Észtország, Grúzia, Lengyelország, Litvánia, és Marokkó, Örményország, San Marino és Szerbia

## Rendezések
| Év   | Város      | Helyszín                   | Műsorvezető(k)    | Résztvevők |
| ---- | ---------- | -------------------------- | ----------------- | ---------- |
| 1962 | Luxembourg | Villa Louvigny             | Mireille Delannoy | 16         |
| 1966 | Luxembourg | Villa Louvigny             | Josiane Shen      | 18         |
| 1973 | Luxembourg | Nouveau Théâtre Luxembourg | Helga Guitton     | 17         |
| 1984 | Luxembourg | Kirchberg Theatre          | Désirée Nosbusch  | 19         |

## Háttér
| Év        | Rendező                                          | Kommentátor                                      | Rádió kommentátor                                | Pontbejelentő                                    |
| --------- | ------------------------------------------------ | ------------------------------------------------ | ------------------------------------------------ | ------------------------------------------------ |
| 1956      | Lugano                                           | kommentár az RTF-en keresztül                    | Nem volt                                         | Nem volt                                         |
| 1957      | Frankfurt am Main                                | kommentár az RTF-en keresztül                    | Nem volt                                         | Pierre Bellemare                                 |
| 1958      | Hilversum                                        | kommentár az RTF-en keresztül                    | Nem volt                                         | Pierre Bellemare                                 |
| 1959      | Cannes                                           | kommentár az RTF-en keresztül                    | Nem volt                                         | Nem vettek részt                                 |
| 1960      | London                                           | kommentár az RTF-en keresztül                    | Nem volt                                         | N/A                                              |
| 1961      | Cannes                                           | kommentár az RTF-en keresztül                    | Nem volt                                         | N/A                                              |
| 1962      | Luxembourg                                       | Nicole Védrès                                    | Nem volt                                         | Robert Diligent                                  |
| 1963      | London                                           | kommentár az ORTF-en keresztül                   | Nem volt                                         | N/A                                              |
| 1964      | Koppenhága                                       | kommentár az ORTF-en keresztül                   | Nem volt                                         | N/A                                              |
| 1965      | Nápoly                                           | kommentár az ORTF-en keresztül                   | Nem volt                                         | N/A                                              |
| 1966      | Luxembourg                                       | Jacques Navadic                                  | Nem volt                                         | Camillo Felgen                                   |
| 1967      | Bécs                                             | Jacques Navadic                                  | Nem volt                                         | N/A                                              |
| 1968      | London                                           | Jacques Navadic                                  | Nem volt                                         | N/A                                              |
| 1969      | Madrid                                           | Jacques Navadic                                  | Nem volt                                         | N/A                                              |
| 1970      | Amszterdam                                       | Jacques Navadic                                  | Camillo Felgen                                   | N/A                                              |
| 1971      | Dublin                                           | Jacques Navadic                                  | Camillo Felgen                                   | Nem volt                                         |
| 1972      | Edinburgh                                        | Jacques Navadic                                  | Camillo Felgen                                   | Nem volt                                         |
| 1973      | Luxembourg                                       | Jacques Navadic                                  | Camillo Felgen                                   | Nem volt                                         |
| 1974      | Brighton                                         | Jacques Navadic                                  | Camillo Felgen                                   | N/A                                              |
| 1975      | Stockholm                                        | Jacques Navadic                                  | Camillo Felgen                                   | N/A                                              |
| 1976      | Hága                                             | Jacques Navadic                                  | André Torrent                                    | Jacques Harvey                                   |
| 1977      | London                                           | Jacques Navadic                                  | André Torrent                                    | Jacques Harvey                                   |
| 1978      | Párizs                                           | Jacques Navadic                                  | André Torrent                                    | Jacques Harvey                                   |
| 1979      | Jeruzsálem                                       | Jacques Navadic                                  | André Torrent                                    | Jacques Harvey                                   |
| 1980      | Hága                                             | Jacques Navadic                                  | André Torrent                                    | Jacques Harvey                                   |
| 1981      | Dublin                                           | Jacques Navadic és Marylène Bergmann             | André Torrent                                    | Jacques Harvey                                   |
| 1982      | Harrogate                                        | Marylène Bergmann                                | André Torrent                                    | Jacques Harvey                                   |
| 1983      | München                                          | Valérie Sarn                                     | André Torrent                                    | Jacques Harvey                                   |
| 1984      | Luxembourg                                       | Valérie Sarn és Jacques Navadic                  | André Torrent                                    | Jacques Harvey                                   |
| 1985      | Göteborg                                         | Valérie Sarn                                     | André Torrent                                    | Frédérique Ries                                  |
| 1986      | Bergen                                           | Valérie Sarn                                     | André Torrent                                    | Frédérique Ries                                  |
| 1987      | Brüsszel                                         | Valérie Sarn                                     | André Torrent                                    | Frédérique Ries                                  |
| 1988      | Dublin                                           | Valérie Sarn                                     | André Torrent                                    | Jean-Luc Bertrand                                |
| 1989      | Lausanne                                         | Valérie Sarn                                     | André Torrent                                    | Jean-Luc Bertrand                                |
| 1990      | Zágráb                                           | Valérie Sarn                                     | André Torrent                                    | Jean-Luc Bertrand                                |
| 1991      | Róma                                             | Valérie Sarn                                     | André Torrent                                    | Jean-Luc Bertrand                                |
| 1992      | Malmö                                            | Maurice Molitor                                  | N/A                                              | N/A                                              |
| 1993      | Dublin                                           | Maurice Molitor                                  | N/A                                              | N/A                                              |
| 1993–2023 | Nem vettek részt és nem közvetítették a versenyt | Nem vettek részt és nem közvetítették a versenyt | Nem vettek részt és nem közvetítették a versenyt | Nem vettek részt és nem közvetítették a versenyt |
| 2024      | Malmö                                            | Raoul Roos és Roger Saurfeld                     | Raoul Roos és Roger Saurfeld                     | Désirée Nosbusch                                 |
| 2025      | Bázel                                            | Raoul Roos és Roger Saurfeld                     | Raoul Roos és Roger Saurfeld                     | Fabienne Zwally                                  |
| 2026      | Bécs                                             |                                                  |                                                  |                                                  |

## Galéria

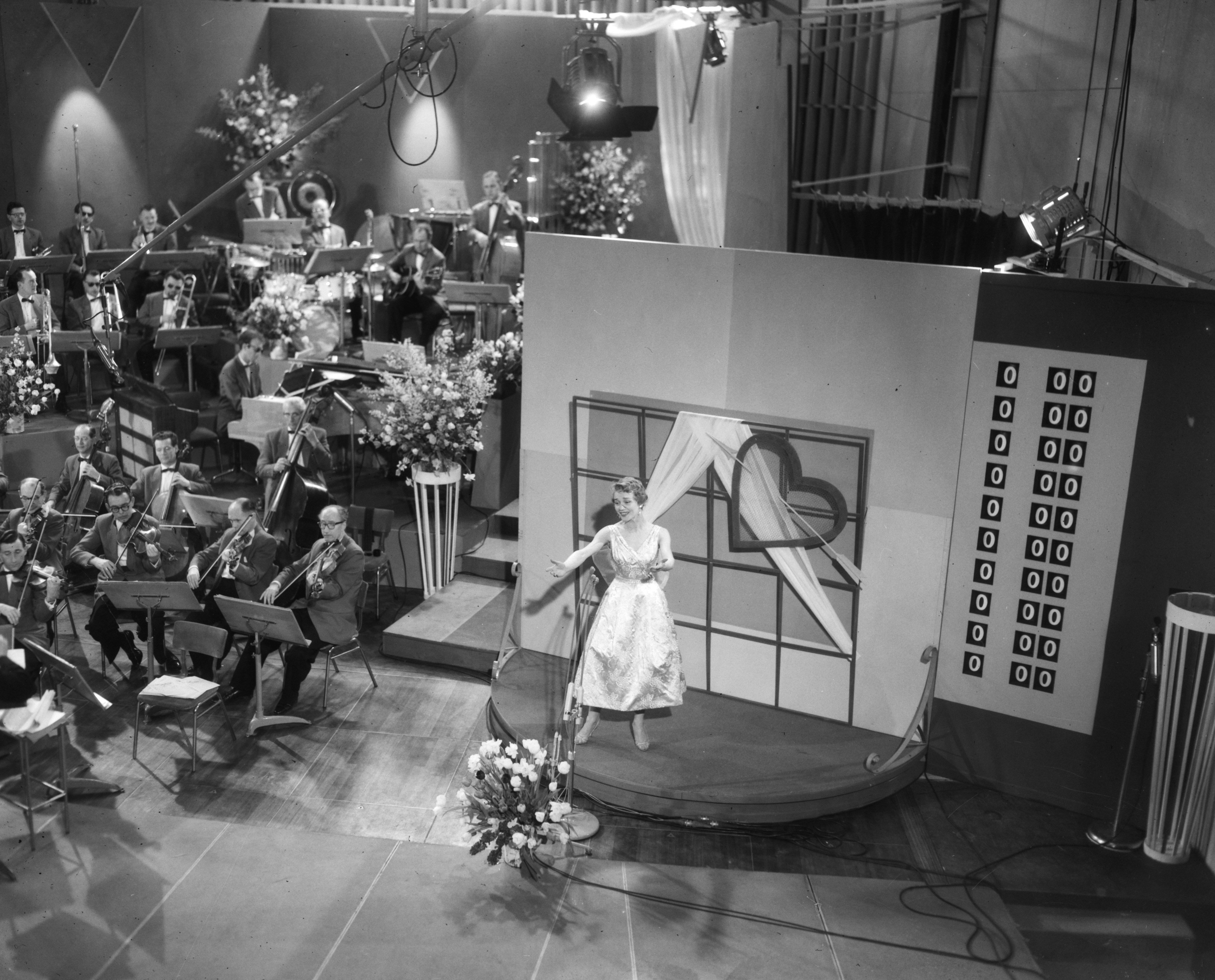
Solange Berry Hilversumban (1958)
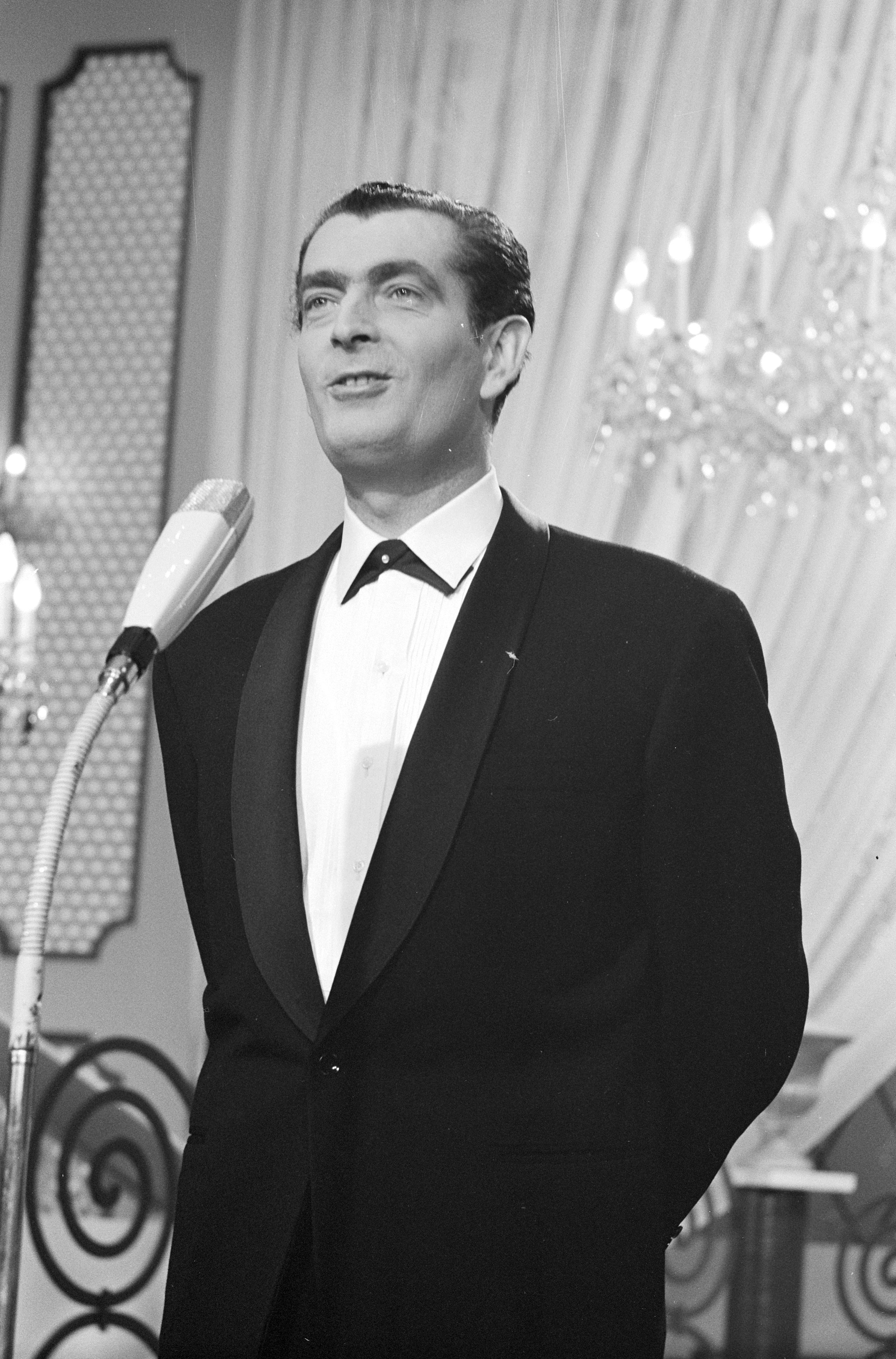
Camillo Felgen Luxembourgban (1962)
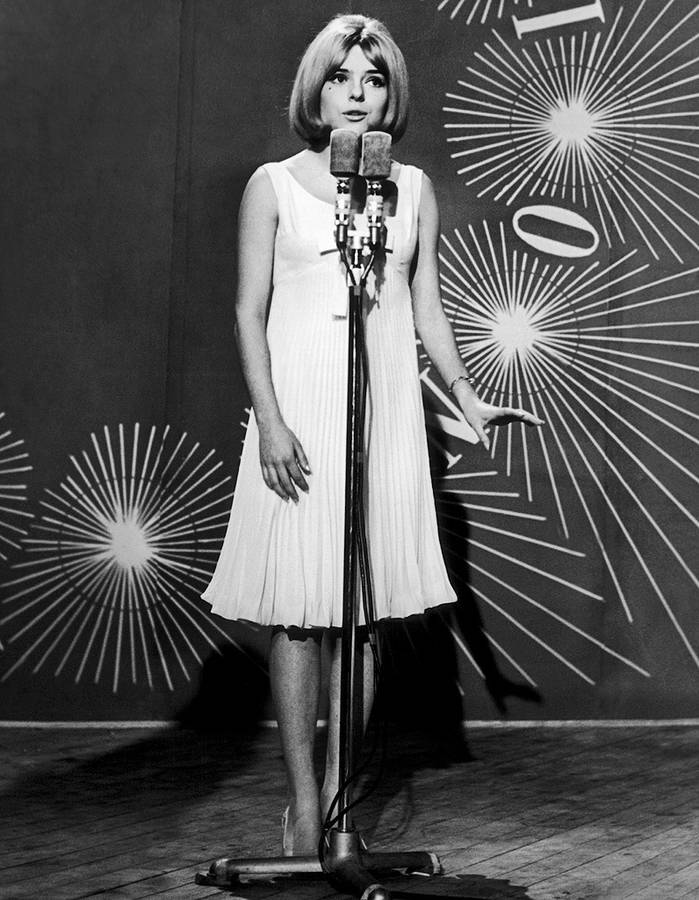
France Gall Nápolyban (1965)
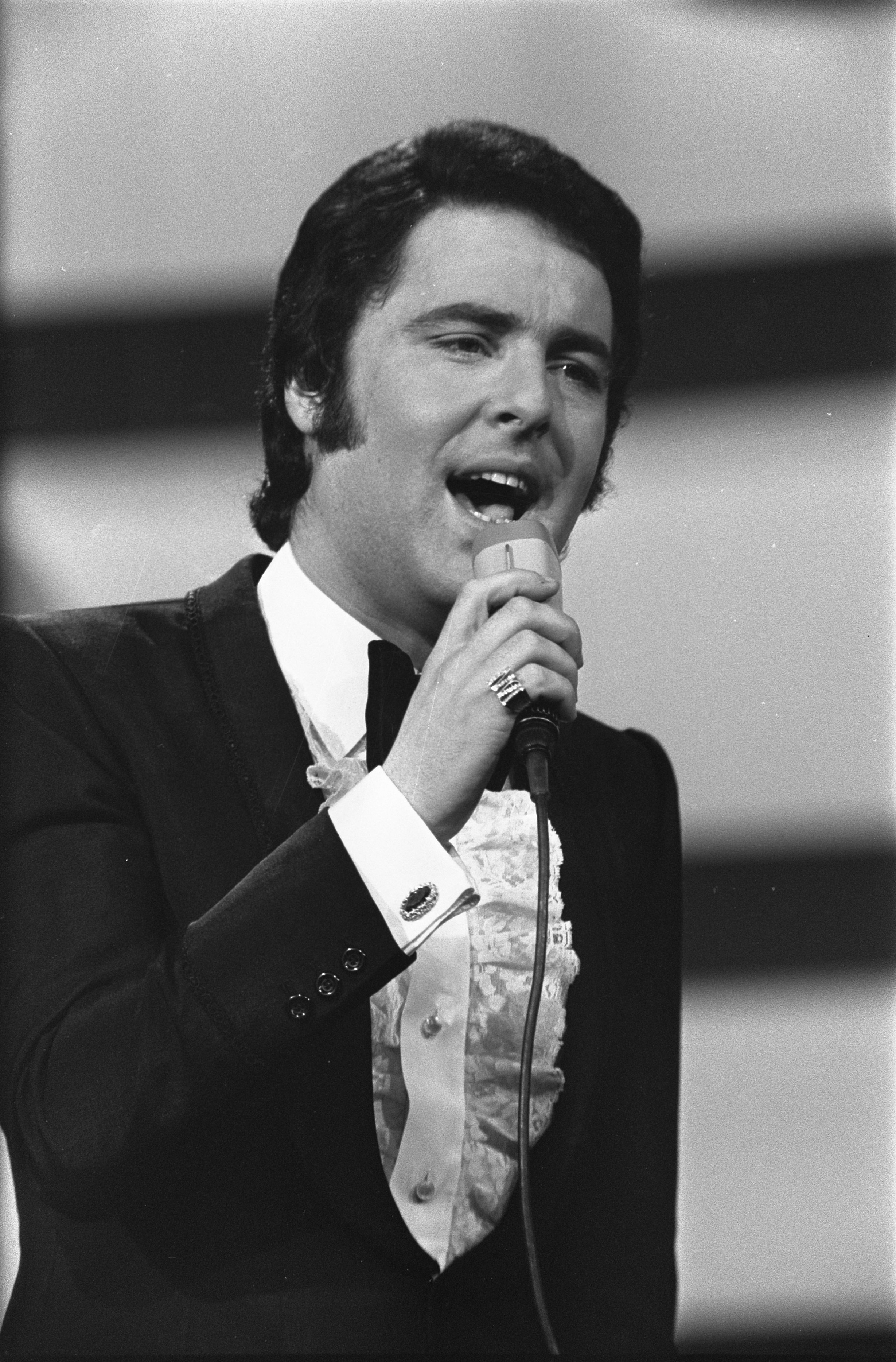
David Alexandre Winterin Amszterdamban (1970)
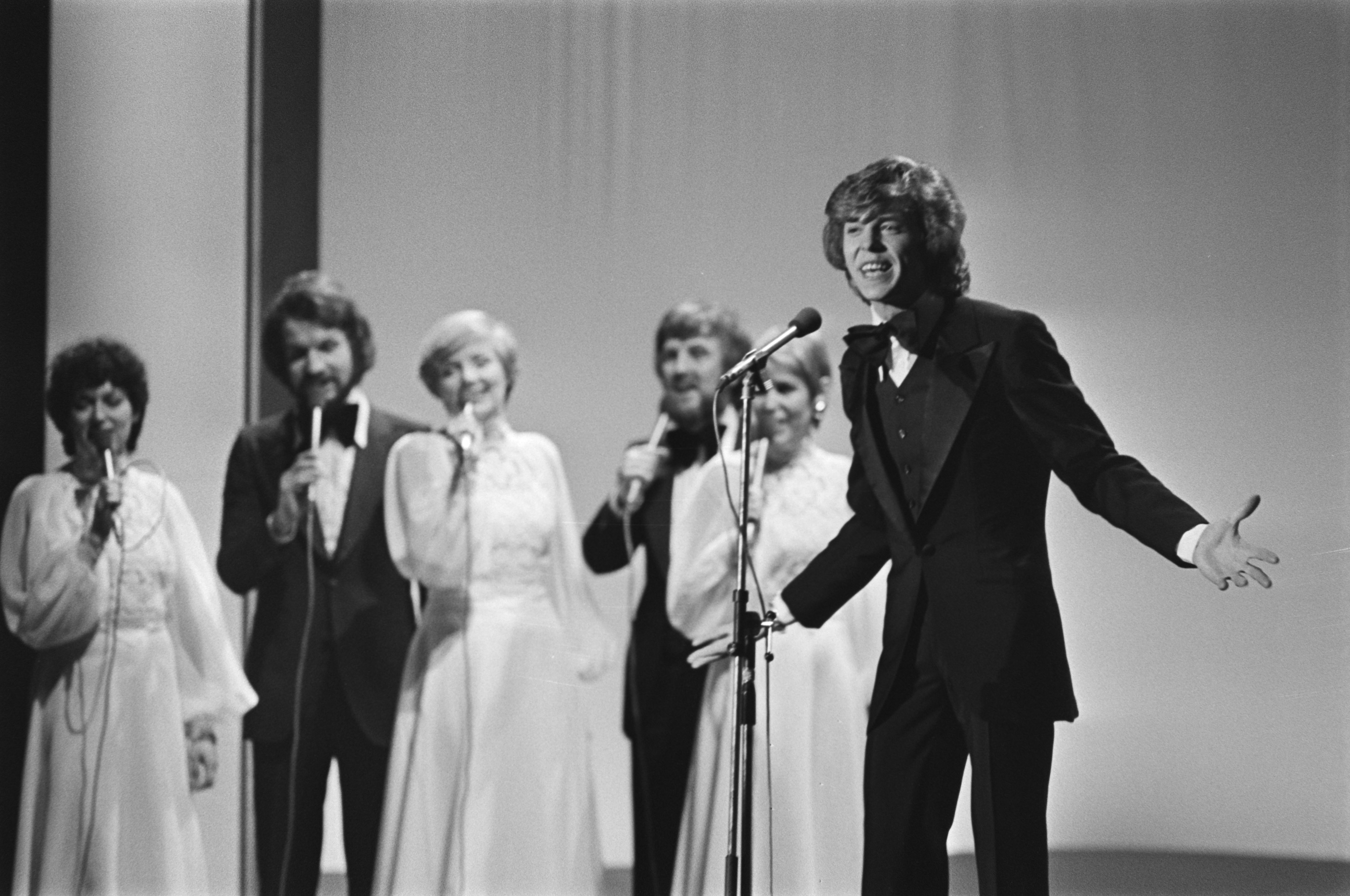
Jürgen Marcus Hágában (1976)
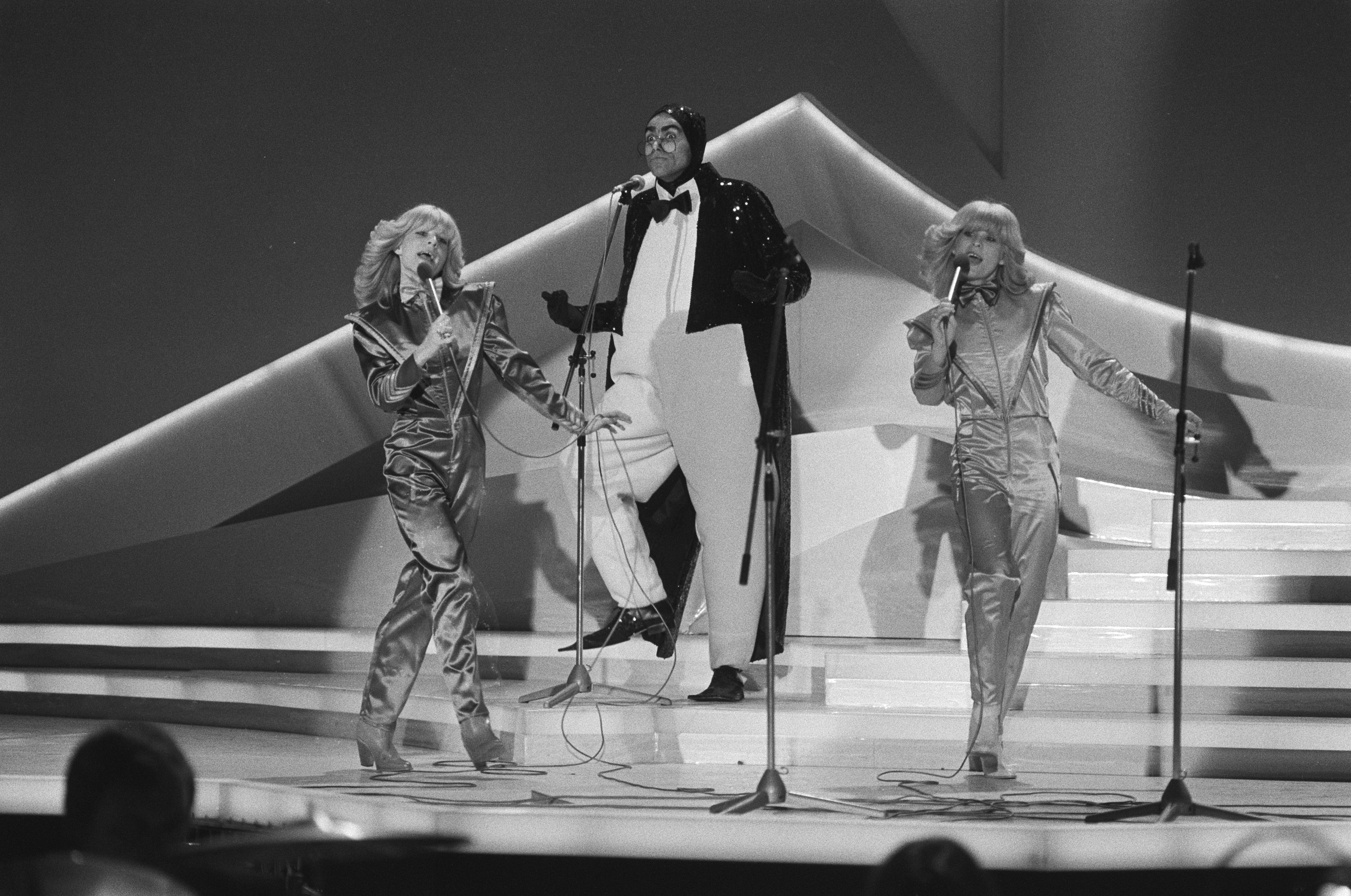
Sophie és Magaly Hágában (1980)
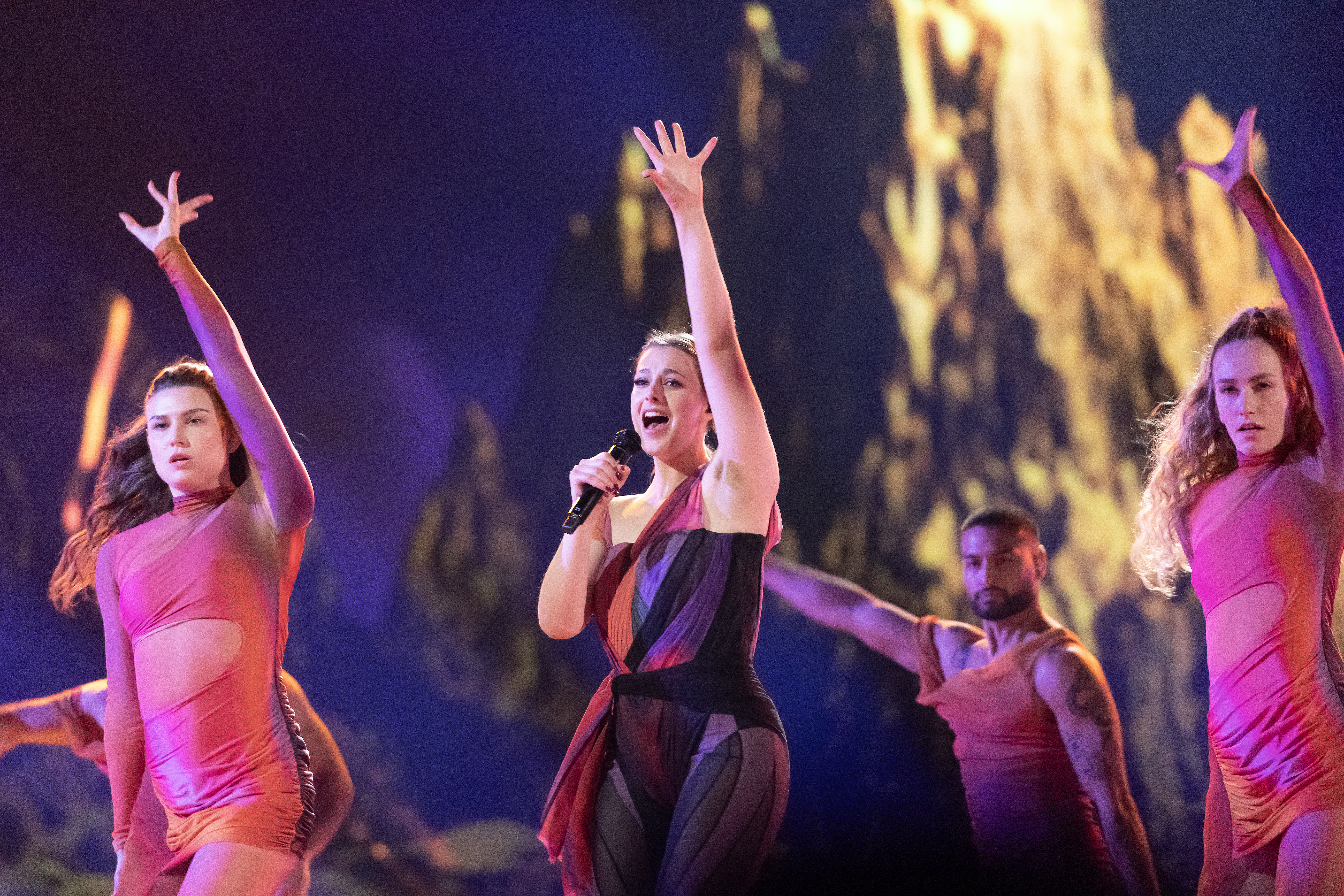
Tali Malmőben (2024)
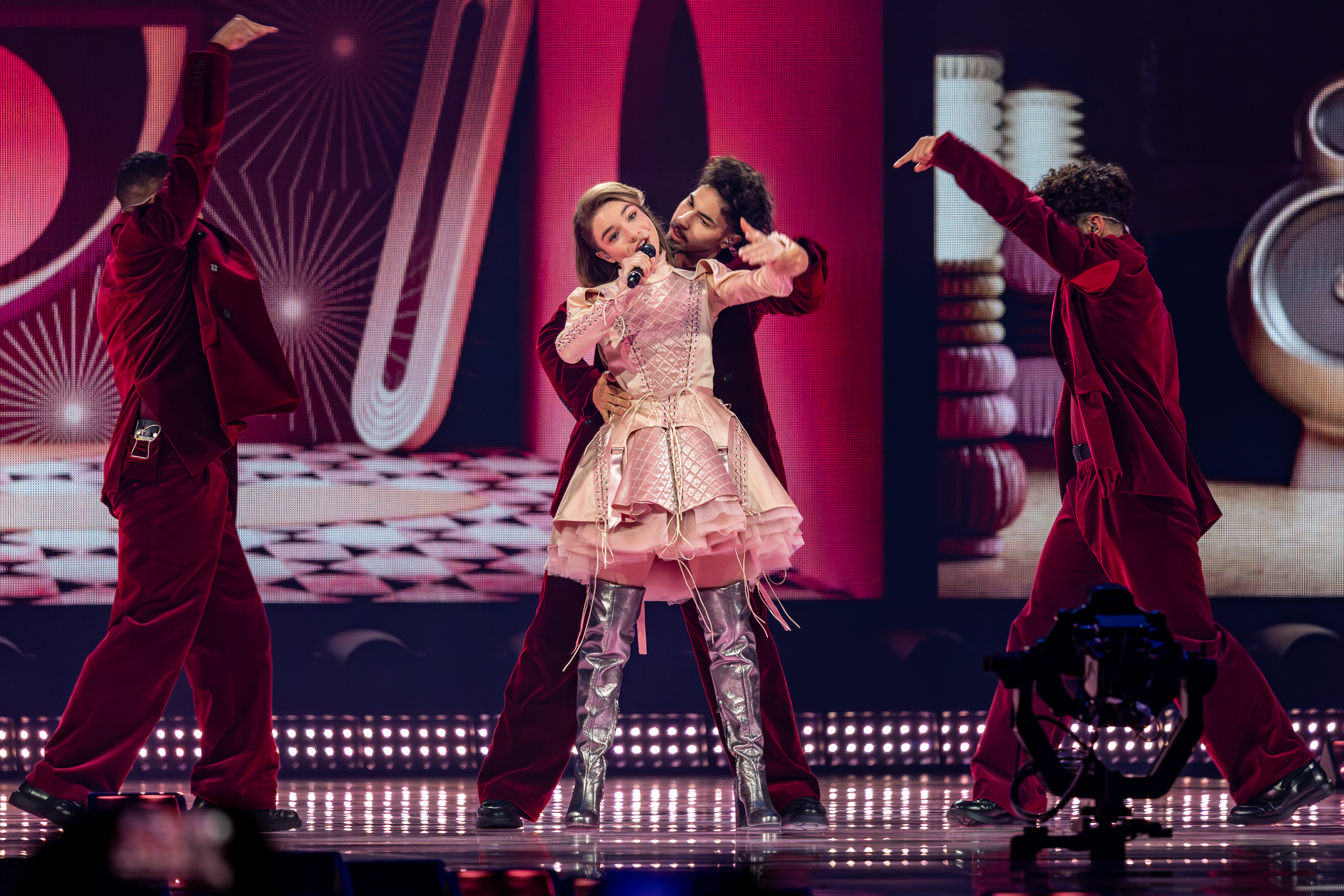
Laura Thorn Bázelben (2025)